# Lamma
Lamma is een bestuurslaag in het regentschap Alor van de provincie Oost-Nusa Tenggara, Indonesië. Lamma telt 376 inwoners (volkstelling 2010).